# Chaim Herzog
Haim Herzog, izraelski politik, * 17. september 1918, Belfast, Severna Irska, † 17. april 1997.
Bil je šesti predsednik Izraela, in sicer v letih 1983–1993. Preden je začel predsedovati, je napravil odlično kariero tako v britanski vojski kot v Izraelskih obrambnih silah (IDF).

## Zgodnje življenje
Rodil se je v Clinton Park Avenue, v Belfastu, uglednemu rabinu Yitzaku HaLeviju Herzogu, ki je bil od 1919 do 1937 glavni rabin na Irskem (in pozneje v Palestini in Izraelu). Družina je od leta 1919 bivala na naslovu Bloomfield Avenue 33, v Dublinu. Herzog je študiral na Wesley Collegeu v Dublinu.
V Palestino se je preselil leta 1935 in med arabsko vstajo 1936–39 služil v judovski paravojaški formaciji Haganah.
Šel je na University College London, da bi pridobil diplomo iz prava in postal odvetnik v Lincoln's Inn. Med drugo svetovno vojno se je pridružil britanski vojski; bil je poveljnik oklepne divizije v Nemčiji. Tam se ga je prijel vzdevek, ki se ga je nato držal vse življenje: Vivian. Britanci namreč niso znali izgovoriti njegovega imena Chaim. Neki judovski vojak je dejal, da angleški »Vivian« ustreza hebrejskemu »Chaim«. Leta 1943 je postal član Korpusa inteligence (Intelligence Corps, znano tudi kot Int Corps) in je sodeloval pri osvoboditvi nekaterih koncentracijskih taborišč in pri opredeljevanju istovetnosti ujetega nemškega vojaka, ki naj bi bil Heinrich Himmler. Britansko vojsko je zapustil leta 1947 s činom majorja.

## Vojaška, pravna in politična kariera
Takoj po koncu vojne se je vrnil v Palestino. Po ustanovitvi izraelske države, se je boril v arabsko-izraelski vojni istega leta (1948) kot oficir v bitki za strateški vrh Latrun blizu Jeruzalema. Njegove izkušnje v Intelligence Corps med drugo svetovno vojno so se izkazale za dragocene, in tako je postal poveljujoči Oddelku vojaške inteligence v Izraelskih obrambnih silah (‎Agaf HaModiin, 'oddelek inteligence', pogosto skrajšano v Aman). Oddelku je poveljeval od 1948 do 1950 in ponovno od 1959 do 1962. Od 1950 do 1954 je bil obrambni ataše pri izraelskem poslaništvu v ZDA. Leta 1962 je zapustil IDF s činom generalmajorja.
Po odhodu iz vojske je Herzog odprl zasebno odvetniško pisarno. Ko je leta 1967 izbruhnila šestdnevna vojna, se je vrnil v javno življenje, in sicer kot vojaški poročevalec za radio Kol Israel.
Leta 1972 je z Michaelom Foxom in Yaakovom Neemanom ustanovil odvetniško pisarno Herzog, Fox & Neeman, eno največjih v Izraelu.
Leta 1975 je bil imenovan za izraelskega poslanika pri Združenih narodih, kjer je služil do 1978. V tem času so Združeni narodi sprejeli resolucijo »Sionizem je rasizem«, ki jo je Herzog obsodil in simbolično raztrgal, rekoč: »Ta resolucija, ki izhaja iz sovraštva, hinavščine in arogance, je za nas Jude brez vsakršne moralne in pravne vrednosti.«
Na volitvah leta 1981 je kot član levičarske stranke Alingment (hebr. HaMa'arakh), predhodnice Laburistične stranke (hebr. Avoda), dobil poslansko mesto v izraelskem parlamentu (knesset) in tako vstopil v politično življenje.

## Predsedovanje
Leta 1983 je postal šesti predsednik Izraela in bil na tem položaju dva mandata po pet let, kar je bila takrat po izraelskem zakonu najdaljša dovoljena doba. Iz politike se je umaknil leta 1993. Kot izraelski predsednik je Herzog pogosto obiskoval tujino; bil je prvi izraelski predsednik, ki je uradno obiskal Nemčijo. Znan je postal tudi po pomilostitvi agenta organizacije Shin Bet, vpletenega v afero Kav 300.
Leta 1985 je med državniškim obiskom na Irsko obiskal Wessley College v Dublinu. Na tem obisku je v Dublinu med drugim odprl Irski judovski muzej.
Umrl je 17. aprila 1997. Pokopan je na gori Herzl v Jeruzalemu.
Herzog je sporno zmanjšal kazen trem zaprtim članom judovske tajne organizacije, ki so bili leta 1985 obsojeni na dosmrtno zaporno kazen zaradi umora štirih Palestincev na Zahodnem bregu Hebrona leto prej. Herzog jim je zmanjšal kazen najprej na 24 let, nato na 15 in naposled na 10 let. Moški so tako bili zaradi dobrega vedenja izpuščeni še dve leti prej.
Herzog je bil svak Abbe Ebana. Imel je tri otroke, med njimi Isaaca Herzoga, trenutnega ministra socialnih zadev (2006–), ministra diaspore in poslanca Laburistične stranke v knessetu.
1. ↑  חה"כ חיים הרצוג — Kneset.
2. 1 2  data.bnf.fr: platforma za odprte podatke — 2011.
3. ↑  Encyclopædia Britannica